# Bretagne (cuirassé)
Pour les autres navires du même nom, voir Bretagne (navire).
La Bretagne était un cuirassé français de la classe Bretagne, en service durant les Première et Seconde Guerre mondiale. Mis en service en 1915, il est coulé lors de l'attaque britannique sur Mers el-Kébir le 3 juillet 1940, tuant 977 membres d'équipage.

## Construction
La classe Bretagne est issue de la loi-programme du 30 mars 1912. Le texte était ambitieux, qui visait à fixer la flotte à vingt-huit cuirassés, dix éclaireurs d’escadre, cinquante-deux torpilleurs dits de « haute-mer », dix bâtiments pour divisions lointaines et quatre-vingt quatorze sous-marins.
À l'époque du vote de la loi, la France dispose d'une flotte de cuirassés non négligeable (dont douze cuirassés modernes : deux « classe République » ; quatre « classe Liberté » ; et six « classe Danton »), mais qui compte aussi des navires totalement dépassés, dont ceux issus programme naval de 1890, dit flotte d'échantillons. Ce programme avait le tort de fixer uniquement la composition de l'artillerie principale, la vitesse minimale et le déplacement maximal de 12 000 tonnes. Le reste était laissé à l'imagination des ingénieurs, ce qui a donné des bâtiments n'ayant pas la même forme, la même motorisation, le même calibre d'artillerie secondaire, le même compartimentage ou le même cuirassement.
Cette absence de normes avait des conséquences désastreuses en termes d'entretien, d'approvisionnement ou même en ordre de bataille, avec des bâtiments parfois très différents, mais qui avaient en commun une mauvaise protection de la zone en dessous de la ligne de flottaison. Ainsi, le Bouvet, issu du programme de 1890 chavirera et coulera en moins d'une minute, emportant la majeure partie de son équipage de 700 hommes, après avoir touché une mine dans le détroit des Dardanelles le 18 mars 1915 à l'occasion de la bataille du même nom.

Cette flotte de cuirassés est donc assez disparate et est surtout quasiment rendue obsolète par l'entrée en service du HMS Dreadnought britannique en 1906.

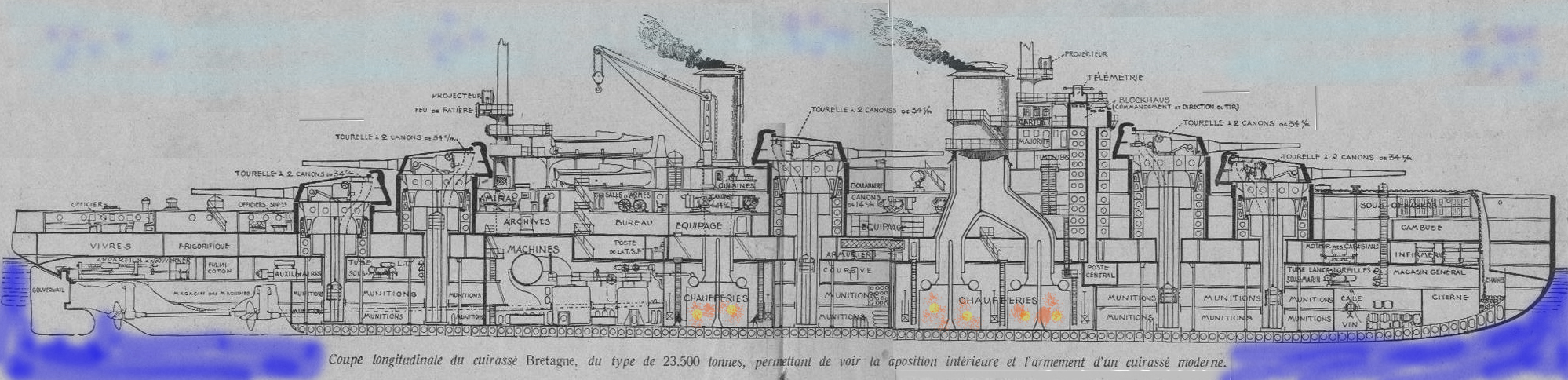
Coupe longitudinale du cuirassé en 1914.

La France réagit tardivement à cette révolution, qui a conduit à une course à l'armement, et ce n'est qu'à l'occasion du programme naval de 1910 que la première classe de Dreadnoughts français est programmée, avec la classe Courbet, qui sera suivie par la Classe Bretagne, dont est issue la Bretagne.
Le pays est toutefois handicapé par le manque de forme de radoub de taille suffisante, les bassins Vauban de Toulon ne seront terminés qu'en 1927, ce qui va conduire à une reprise par les classes Bretagne des coques des Classe Courbet, en vue de remplacer le Carnot, le Charles Martel, et la Liberté. Cela aboutit à des bâtiments de même dimension que ceux de la classe Courbet, avec un armement plus lourd, grâce à la puissance de dix canons de 340 mm en tourelles jumelées. Deux tourelles tirent vers l'avant, deux vers l'arrière, et une au milieu, tire des deux côtés.

## Historique

### Pendant la1reguerre mondiale
Le navire fut commandé le 1er mai 1912 et nommé en l'honneur de la région de Bretagne. Le Bretagne a été mis en chantier le 22 juillet 1912 à l'Arsenal de Brest, lancé le 21 avril 1913, puis est armé le 29 novembre 1915 et mis en service dans la flotte le 10 février 1916 mais ne participa à aucun combat pendant la Première Guerre mondiale, le conflit ayant évolué à partir de 1916 vers la lutte anti-sous-marine, mission pour laquelle il n’était pas adapté.
Le cuirassé est versé à l’effectif de la 1re division de la 1re escadre de l'Armée navale le 10 mai 1916 sous les ordres du vice-amiral Dominique-Marie Gauchet, commandant de l'escadre, le 10 mai 1916.
Le rôle de la marine française et donc du Bretagne, pendant cette période, a été d'empêcher la marine austro-hongroise de sortir de la mer adriatique, notamment par le barrage d'Otrante, une barrière érigée pour bloquer les U-boot allemands et austro-hongrois opérant en Méditerranée. Les Austro-Hongrois ne viendront jamais affronter la marine française et resteront, pour l'essentiel de la guerre, dans leurs ports.

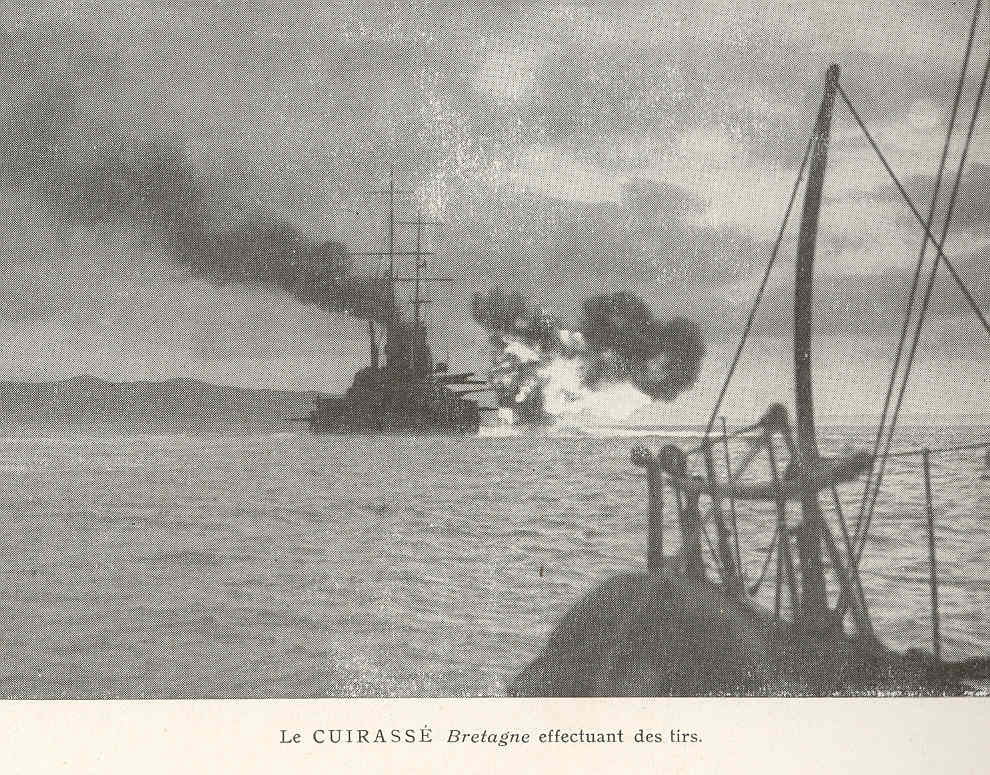
Artillerie principale de la Bretagne en action.

Il a également servi à intimider la Grèce qui faisait montre d'une certaine opposition aux puissances alliées.
En pratique, le Bretagne ne quittera pas son port pendant toute l'année 1917, faute d'un approvisionnement suffisant en charbon à Corfou.
Après le remplacement de ses canons de 47 mm modèle 1902 par une paire de canons de 75 mm, modèle 1897, montés en anti-aérien, le cuirassé retrouvera son port d'attache de Toulon en 1918 immédiatement après la fin de la guerre.

### Dans l'entre-deux guerres
Après la guerre, alors que les heurts se multiplient sur le front est entre les forces alliées et la jeune URSS, une partie de la flotte française est touchée par des mutineries, d'inspiration communiste, dans un contexte particulier d'épuisement des troupes, après la fin de 1re guerre mondiale. Le bâtiment semble avoir été épargné par les mutineries de la mer noire, notamment du fait de sa première refonte qui débute le 12 juin 1919.

#### Première refonte
Cette premier refonte, qui intervient quatre ans seulement après l'entrée en service du bâtiment, pose la question de son adéquation par rapport aux nécessités de l'époque.
À cette occasion, l'élévation de son artillerie principale a été augmentée de 12° à 18° pour lui permettre d'engager des cibles à plus grande portée.
Les quatre canons de 138 mm en casemate situés à l'avant du navire ont été supprimés, de même que les casemates, le constat ayant été fait qu'en dehors des périodes de beau temps, ces canons étaient constamment inutilisables à cause de la mer. Les canons anti-aériens de 75 mm modèle 1897 ont été remplacés par quatre canons, de même calibre, modèle 1918, positionnés au milieu du navire.
Le mat de misaine a été remplacé par un mat tripode et son mat principal a été réduit pour permettre au cuirassé de déployer un ballon captif pour le réglage de son artillerie.
Il a également été installé une direction de tir Vickers équipée d'un télémètre en haut du nouveau mat tripode et de deux télémètres sur chaque côté de la superstructure pour les canons de 138 mm. Il fut tenté d'installer des catapultes pour un avion de reconnaissance sur les tourelles no 2 et no 4, mais leur emploi se révéla malaisé et elles seront retirées lors de la deuxième refonte.
La Bretagne de retour au service actif, en qualité de navire amiral de la flotte de Méditerranée, demeure au sein de la 1re division de la 1re escadre et participe, le 25 juillet 1921 à la revue navale au Havre, avec son sister-ship la Provence et la France, en présence du Président de la république de l'époque, Alexandre Millerand.
De retour à Toulon en septembre de la même année, elle sert de cible au Lieutenant de Vaisseau Paul Teste pour une série d'entrainement de bombardement en piqué.
Toujours avec le cuirassé France, elle mène un exercice de tirs le 28 juin 1921, avec pour cible le cuirassé austro-hongrois SMS Prinz Eugen au sud de l'île de Porquerolles.
Le 18 juillet 1921, la Bretagne, accompagnée de la France et du Paris entament une croisière dans les ports du golfe de Gascogne et de la Manche, à cette occasion, la France percute un récif qui n'était mentionné sur aucune carte et coule, son équipage étant secouru par les deux autres navires, à l'exception de trois marins.
Le 22 juin 1923, la Bretagne s'échoue dans le canal de Bizerte sans dommages.
La Provence remplace la Bretagne en qualité de navire amiral le 1er septembre 1923, alors que le cuirassé se prépare à sa deuxième refonte.

#### Deuxième refonte
Le cuirassé fait l'objet d'une modernisation importante entre le 1er mai 1924 et le 18 septembre 1925.
Comme lors de la première, il est procédé à la modification de son artillerie principale pour augmenter l'élévation de 18° à 23°, ce qui lui permet d'atteindre une portée de 23 700 mètres. Elle reçoit, en outre, deux nouveaux télémètres pour sa DCA.
Une partie de son blindage avant est démontée afin d'alléger la proue et augmenter son franc-bord avant, alors qu'un groupe de chaudières au charbon est remplacé par des chaudières au mazout et que les catapultes installées sur les batteries principales sont démontées.
À la fin de sa refonte, la Bretagne a repris sa position de navire amiral de la flotte de Méditerranée et convoiera Georges Leygues, ministre de la marine, à Malte pour une visite officielle entre le 27 avril et le 1er mai 1926.

#### Troisième refonte
De nouvelles chaudières à mazout sont installées pendant cette modernisation qui va durer du 15 novembre 1927 au 12 mai 1928, elle verra également l'amélioration de la direction de tir et le remplacement du modèle Vickers par un système français Saint Chamond-Granat, ainsi que de tous les télémètres, à l'exception de ceux présents sur chacune des tourelles. Deux télémètres sont ajoutés au poste de contrôle des armements, un autre situé en haut du mat de misaine et un autre à la base du grand mat. Un télémètre est ajouté au poste de contrôle des armements pour mesurer la distance entre la cible et les gerbes. Un télémètre est placé sur la tourelle no 2.
Le 10 mai 1930, la Bretagne participe, avec la Provence et le Paris à une revue de la flotte devant Gaston Doumergue, président de la République, pour célébrer le centenaire de la conquête de l'Algérie par la France.

#### Quatrième refonte
Elle débute le 1er juillet 1932 pour s'achever le 12 novembre 1934, aux chantiers de La Seyne-sur-Mer et marque la fin des dernières chaudières à charbon sur le bâtiment, qui sont remplacées par des chaudières à mazout plus récentes et plus compactes, ce qui permet de convertir la salle de chaudière no 2 en un réservoir à mazout. Les turbines Pearsons à engrenages sont installées en remplacement des turbines à haute pression.
Les quatre canons de 138 mm situés à l'arrière sont supprimés, de même que leurs casemates, tandis que les quatre canons anti aériens de 75 mm sont remplacés par huit canons du même calibre, modèle 1922. Les lance-torpilles sont également retirés, un nouveau poste de contrôle des armements est installé, ainsi que deux directeurs de tirs pour la DCA avec des télémètres .
La Bretagne rejoint la 2e division de la 2e escadre pour des manœuvres dans les Açores avec la Provence et la Lorraine à compter du 11 mai 1935, avant de retrouver son port d'attache de Brest le 16 juin de la même année.
Après quelques modifications supplémentaires, incluant un remplacement de ses télémètres et de sa direction de tir, la 2e division est transférée vers la flotte de la Méditerranée le 10 juin 1939.

### LaSeconde Guerre mondiale

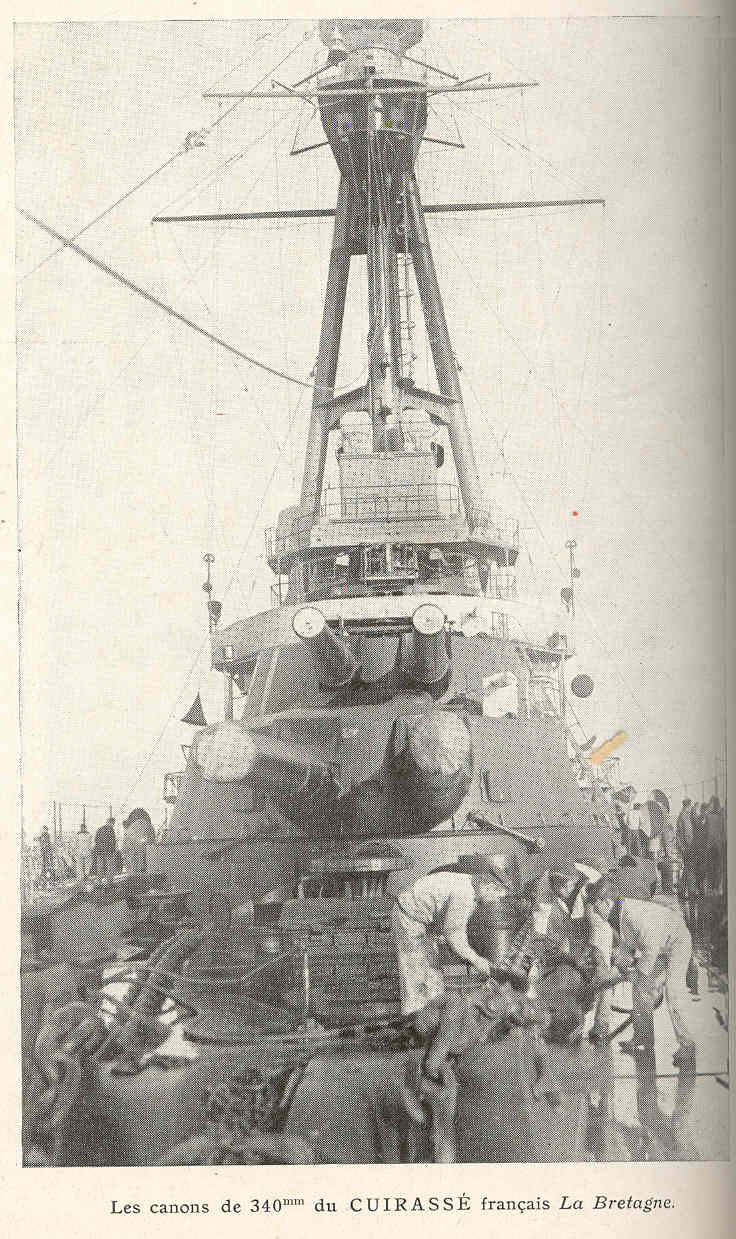
Artillerie principale de la Bretagne.

Alors que la perspective de la guerre se fait de plus en plus certaine, la Bretagne est affectée le 3 juillet 1939, avec la Lorraine à Toulon et rejoint la 2e escadre de la flotte de la Méditerranée.
À cette époque, le cuirassé, en dépit de sa grande refonte de 1935, n'est pas en mesure de contrer les cuirassés de la class Littorio de la Regia Marina, lancés en 1937 et est surclassé sur tous les points que ce soit au niveau de la vitesse ou de l'armement principal. Toutefois, l'Italie n'est pas encore entrée en guerre contre la France.
La Bretagne est donc engagée dans des missions d'escorte de convois entre Marseille, Ajaccio, Gibraltar et Oran, avant de se joindre à la force X, en décembre 1939, pour transporter un chargement d'or à Halifax. Le bâtiment revient ensuite en France, escortant des cargos apportant des avions de chasse vers Casablanca, puis vers Toulon.
Stationné à Oran à compter du 15 avril 1940, le cuirassé rejoint, avec la 2e division, Alexandrie pour des exercices avec la Mediterranean Fleet.
Face à la prochaine déclaration de guerre de l'Italie à la France, le bâtiment regagne Mers-el-Kebir avec la Provence le 27 mai 1940.

## La bataille de Mers el-Kébir

### Le contexte géopolitique et l'ultimatum des Britanniques
À la suite de la capitulation du 22 juin 1940, la flotte française doit être désarmée, sous le contrôle des autorités allemandes et italiennes .
La crainte des Britanniques, qui demeurent seuls face à l'Axe, est de voir cette flotte, qui est en 1940, la quatrième marine mondiale, tomber entre les mains de ses adversaires, notamment les derniers croiseurs de bataille Dunkerque et Strasbourg, dont la vitesse leur permet de semer tout ce que la marine britannique pourrait leur opposer. Devant le risque d'un basculement du rapport de force sur les mers, le premier Ministre britannique ordonne à la Royal Navy de "neutraliser" la flotte française.
Le vice-amiral James Somerville, à la tête de la Force H, doit prendre en charge le gros de la flotte française, basée à Mers-el-Kébir. Elle se compose des vieux dreadnoughts Provence et Bretagne, des récents croiseurs de bataille Dunkerque et Strasbourg, du porte-hydravions Commandant Teste et de six contre-torpilleurs sous le commandement du vice amiral Marcel-Bruno Gensoul.
L'ultimatum qu'il a reçu l'ordre d'adresser aux Français est sans ambiguïté, rejoindre les Français Libres et les Britanniques, accepter d'être internés ou se saborder.
Le 3 juillet 1940, l'amiral Somerville et la Force H se présente aux portes de Mers-el-Kébir pour présenter l'ultimatum. Les négociations durent, jusqu'à ce qu'un message émanant du vice-amiral Maurice Le Luc, en clair, informe Gensoul que les escadres de Toulon et d'Alger se portent à son secours. Les Britanniques ayant intercepté le message, ouvrent le feu.
Les navires français sont amarrés dans le port, dans une position qui ne leur permet ni de lever l'ancre rapidement, ni de riposter efficacement avec leur artillerie principale, à l'arrêt, ils sont des cibles faciles pour les bâtiments britanniques qui n'ont aucun mal à les encadrer.
De plus, le port de Mers el-Kébir, pour essentiel qu'il soit, est un port militaire en travaux, loin d'être achevés. C'est un port étroit, avec peu de protections, une artillerie côtière presque inexistante et, à l'époque des faits, une absence de couverture aérienne, en suite des conventions d'armistice. De plus, la France ayant signé l'armistice et étant, normalement, en dehors de la guerre, les conditions d'alerte et de rigueur qui préexistaient en temps de guerre ne sont plus au même niveau, ce qui permet aux Britanniques de se positionner favorablement, par rapport à une force de Raid prise au dépourvu.

### La fin de la Bretagne
La Bretagne, demeurée à Mers El Kébir après y avoir été déployée un mois auparavant, est alors commandée par le Capitaine de vaisseau Le Pivain, qui donne l'ordre de larguer les amarres, et de s'extraire du port, sans se mettre en position de gêner la sortie des unités plus rapides que sont le Dunkerque et le Strasbourg. Il donne également l'ordre de riposter au feu de l'escadre britannique, mais le bâtiment n'aura pas la chance du Strasbourg.
Si l'artillerie de la Bretagne peut encore tenir tête aux bâtiments britanniques, son blindage, hérité de la première guerre mondiale, n'est pas aux standards de l'époque et tant son accélération que sa vitesse maximale le placent dans une situation très défavorable face à l'artillerie principale des cuirassés de la Royal Navy, équipés avec des obus de 381 mm.
Elle est touchée par quatre obus de 381 mm en provenance des cuirassés Hood, Resolution et Valiant. Les deux premiers projectiles frappent en même temps à 16h59 (heure française), peu après la mise en route des moteurs, lors de la troisième salve de l'escadre britannique.

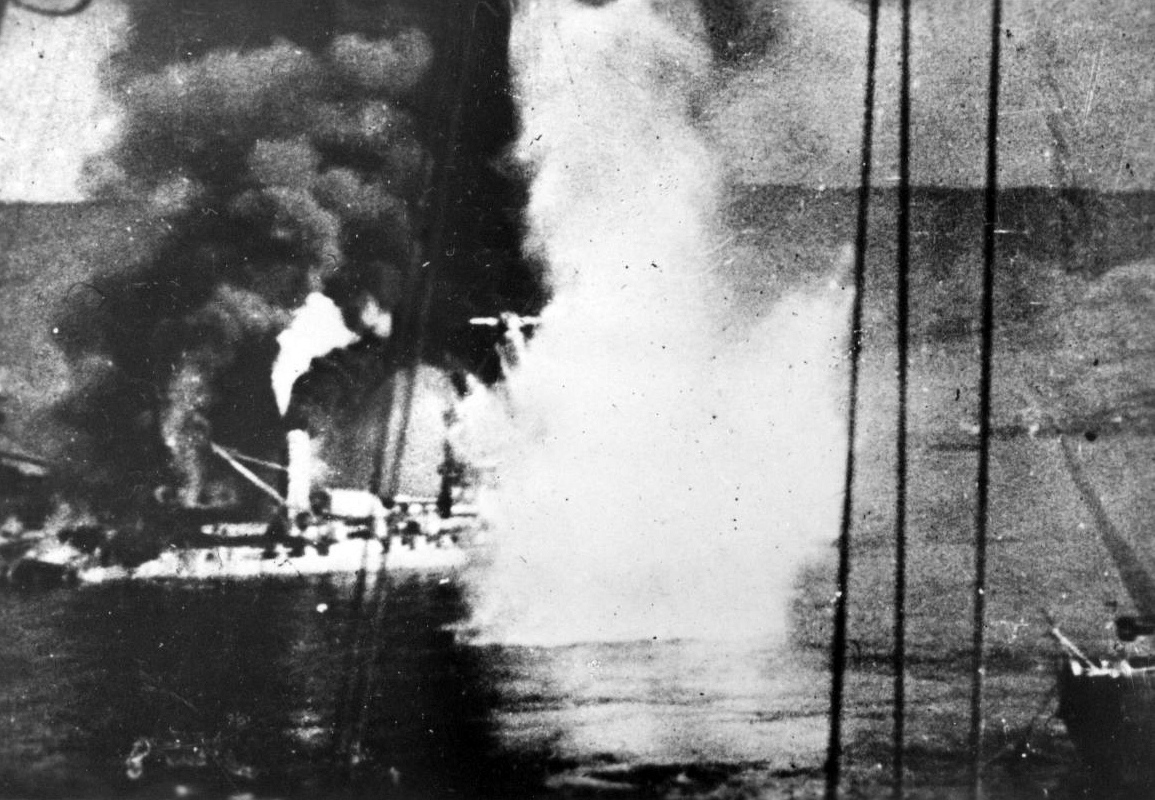
La Bretagne après les deux premiers impacts.

Le premier obus touche le bâtiment sous la ligne de flottaison, sous la ceinture cuirassée, légèrement derrière l'axe de la tourelle no 4 de 340 mm et explose dans la chambre de distribution de la tourelle. L'explosion souffle les cloisons étanches de la zone, tue tout le personnel se trouvant dans l'arrière de la Bretagne et déclenche un incendie massif. une colonne de flammes s'élève, dépassant le mat principal. Les scaphandriers envoyés sur l'épave plus tard constateront que la violence de l'explosion a détaché la ceinture cuirassée depuis la poupe jusqu'au mât arrière, témoignant de la violence de celle-ci. La brèche provoquée par l'explosion embarque rapidement plusieurs centaines de tonnes d'eau, ce qui limite les effets de l'incendie et les risques d'explosion des soutes à munitions mais commence à déséquilibrer le bâtiment.
Le deuxième obus, qui touche simultanément au premier, est celui qui condamne le bâtiment. Le projectile perfore la casemate no 13 et détonne dans la chaufferie arrière, massacrant l'ensemble des marins à l'exception d'un seul. L'obus endommage non seulement l'essentiel de la capacité propulsive de la Bretagne, mais met aussi hors service une part significative des capacités de communication interne du cuirassé, aggravant la situation.
À ce stade, le commandant Le Pivain donne l'ordre de tenter d'échouer le cuirassé, pour éviter la perte définitive de celui-ci, mais compte tenu de la rupture des communications internes, il est dans l'ignorance du fait que le bâtiment a perdu une bonne partie de sa motorisation, qu'il ne peut plus bouger ou se diriger.
Le capitaine de vaisseau Collinet, depuis le Strasbourg, note alors « L'arrière est disloqué, enveloppé par les flammes. L'acier est rougi par la chaleur. La cheminée arrière crache un mélange de fumée noire et orange et de débris. Des morceaux de métal et de corps humains nous tombent dessus ».
Constatant que le navire ne bouge pas et que la situation est irrémédiable, l'ordre d'évacuation est donné, mais la rupture partielle des communications internes causée par le premier obus fait que de nombreux postes ne recevront pas cet ordre.
Le navire atteint une gite de 40° à tribord et prend l'eau par l'arrière lorsqu'à 17h06, les deux derniers obus frappent le cuirassé, cette fois au centre. Le troisième impact a lieu au niveau de le tourelle no 3 et le quatrième à hauteur du mât avant incendiant les projectiles anti-aérien, stockés à proximité des pièces de 75 mm. Trois minutes après, une explosion, interne, secoue à nouveau la Bretagne, dont la gîte augmente subitement avant qu'elle ne chavire sur tribord en quelques secondes.
Le lieutenant de vaisseau Jean Boutron indique « la fumée maintenant nous masque tout ; la Bretagne se couche. Je suis obligé d'enjamber la rambarde, de me tenir en dehors pour rester debout. Le commandant en fait autant, où sont les autres officiers ? .... Et puis, d'un seul coup, la gîte prend son élan. J'éprouve presque un soulagement: nous allons donc chavirer avant de sauter... Le bateau tourne maintenant. Il paraît tressaillir, perdre son équilibre puis, brusquement, chavire en s'enfonçant'. » 
Alors que le cuirassé chavire, il explose, couvrant la zone d'une épaisse fumée Les causes de cette explosion demeurent difficiles à déterminer, les munitions de 340 mm de la tourelle centrale n'ayant pas explosé.
Le drame tue 36 officiers, 151 officiers mariniers et 825 quartier-maîtres et matelots, 308 survivront.
Le 9 septembre 1940, la Bretagne est cité à l'ordre de l'Armée de Mer (no 1760 F.M.F.3) comme suit "Sous le commandement du capitaine de Vaisseau Le Pivain (L.R.E) très belle attitude au feu lors de l'agression de Mers-el-Kébir le 3 juillet 1940 par une division de ligne britannique armée de 380. Mortellement atteint a disparu pavillon haut."
Une tentative de renflouage sera faite par la société de Matériel Naval du Midi fin 1942, mais qui sera interrompu après l'explosion d'une munition qui blesse grièvement un scaphandrier.

## Après la guerre
L'état du cuirassé empêche tout renflouement autre que dans l'objectif de libérer la rade. Son épave sera renflouée par la société Serra Frères en 1952, puis démolie jusqu'au 21 décembre 1954.

## Particularité
Le carré des officiers était orné d'un tableau de la peintre australienne Bessie Davidson.

## Commandants successifs
- CV Allemand - 1915-1917
- CV Plugiesi-Conti - 1917-1918
- CF Pareau -1918
- CV Desvoyod - 1918-1919
- CF Garreau - 1919
- CV Saillard - 1919-1920
- CV Loizeau - 1920-1921
- CV Pirot - 1921-1923
- CV Douxami - 1923-1924
- CV Benet - 1924-1925
- CV Le Do - 1925-1927
- CV Gensoul - 1927-1929
- CV Husson - 1929-1931
- CV Muselier - 1931-1932
- CV Bion - 1932- 1934
- CV Collin - 1934-1936
- CV Cadart - 1936-1938
- CV Seguin - 1938-1939
- CV Le Pivain - 1939-1940